# Grimmeodendron
Grimmeodendron é um género botânico pertencente à família Euphorbiaceae.

## Espécies
- Grimmeodendron eglandulosum
- Grimmeodendron jamaicense

## Nome e referências
Grimmeodendron Urb.